# Lord Keeper of the Great Seal
Der Lord Keeper of the Great Seal of England, später auch von Großbritannien, war ein Staatsbeamter der englischen Krone, dem die Aufbewahrung des Großsiegels von England oblag. Dadurch wurde er einer der Great Officers of State, der Großen Staatsbeamten.
Das Siegel, das von Eduard dem Bekenner eingeführt worden war, wurde zuerst einem Kanzler zur Bewahrung anvertraut. Seit der Zeit von Thomas Becket veränderte sich die Bedeutung des Kanzleramtes stark. Der Amtsinhaber, ein Mitglied des Klerus, war nicht nur in die Angelegenheiten seiner Diözese involviert, er war auch manchmal nicht in England. Deshalb wurde das Großsiegel zuweilen in das persönliche Gewahrsam eines Vize-Kanzlers oder keepers gegeben. Diese Praxis wurde auch während einer Vakanz des Kanzleramts verfolgt.
Dieses Amt wurde über die Zeit zu einer Dauerstellung und der Lord Keeper erhielt das Recht, alle Pflichten in Zusammenhang mit dem Großsiegel wahrzunehmen. Er war normalerweise, doch nicht zwingendermaßen, ein Peer und hielt sein Amt, solange es dem König gefiel. Er wurde durch die Übergabe des Siegels und nicht durch letters patent ernannt. Sein Status wurde endgültig (im Fall von Lord Keeper Sir Nicholas Bacon) durch ein Gesetz von Elisabeth I. festgesetzt, welches ihm folgende Rechte einräumte:

“like place, pre-eminence, jurisdiction, execution of laws, and all other customs, commodities, and advantages as the Lord Chancellor”

In späteren Regierungszeiten wurde der Lord Keeper im Allgemeinen zum Lordkanzler erhoben und er behielt die Kontrolle über das Siegel. Der letzte Lord Keeper war Sir Robert Henley (später Earl of Northington), welcher nach der Thronbesteigung von Georg III. zum Kanzler ernannt wurde.